# Jonte Karlsson
Joon-Olof Karlsson, detto Jonte (Nyköping, 20 settembre 1957), è un ex cestista e allenatore di pallacanestro svedese.

## Carriera
In carriera ha militato nel Södertälje dal 1972 al 1987, disputando 512 partite e realizzando 9.181 punti totali.
Con la Svezia ha preso parte ai Giochi olimpici 1980, classificandosi al 10º posto. Complessivamente vanta 206 presenze e 1.860 punti con la propria Nazionale, di cui è stato anche allenatore nel biennio 1999-2000.